# Correbidia cimicoides
Correbidia cimicoides är en fjärilsart som beskrevs av Herrich-Schäffer 1866. Correbidia cimicoides ingår i släktet Correbidia och familjen björnspinnare. Inga underarter finns listade i Catalogue of Life.